# Mountainbike-Eliminator-Weltmeisterschaften
Die Mountainbike-Eliminator-Weltmeisterschaften werden durch den Radsport-Weltverband UCI ausgerichtet und dienen zur Ermittlung der Weltmeister im Cross-Country Eliminator (XCE). Die ersten Titelkämpfe dieser Disziplin fanden 2012 statt, zunächst im Rahmen der Mountainbike- bzw. Urban-Cycling-Weltmeisterschaften. Seit 2019 sind die Eliminator-Weltmeisterschaften eine eigenständige Veranstaltung. Die Wettbewerbe finden in den Kategorien Männer und Frauen statt, startberechtigt sind Fahrer und Fahrerinnen ab einem Alter von 17 Jahren.

## Geschichte
Nachdem es 2010 und 2011 erste Eliminator-Wettkämpfe im Vorprogramm von Läufen des UCI-Mountainbike-Weltcups gegeben hatte, nahm die UCI diese Disziplin 2012 offiziell in den Weltcup und in die Mountainbike-Weltmeisterschaften auf. In diesem Rahmen fanden die Wettkämpfe auf naturnahen Cross-Country-Pisten statt.
Nachdem sich die Disziplin nicht wie erhofft entwickelt hatte, beschloss der Weltverband, sie mit den Wettwerben im BMX-Freestyle und Trial zu so genannten Urban-Cycling-Weltmeisterschaften zu bündeln, die für drei Jahre nach China vergeben wurden. Die Disziplin erfuhr damit eine Neuausrichtung auf urbane Parcourse, die mit künstlichen Hindernissen angereichert werden.
Aufgrund der hohen Reisekosten nach China war die Beteiligung speziell an den Eliminator-Wettkämpfen schwach, 2018 wurde nicht einmal die reguläre Mindestzahl von 12 Fahrern erreicht, so dass die WM nur mit Ausnahmegenehmigung durchgeführt werden konnte. 2019 beschloss die UCI daher, den Eliminator in eine eigenständige Weltmeisterschaft auszulagern.
Die Mountainbike-Eliminator-Weltmeisterschaften werden seit 2019 unter Regie der Firma City Mountainbike organisiert, die auch für den UCI-Mountainbike-Eliminator-Weltcup zuständig ist. Aus diesem Grunde wurden sie nicht in die Radsport-Weltmeisterschaften 2023 integriert, bei denen fast alle anderen Radsport-Disziplinen vertreten waren; auch 2027 ist eine solche Integration nicht vorgesehen.

## Austragungen
Bis einschließlich 2025 wurden 14 Mal Weltmeister im Mountainbike-Eliminator ermittelt.
- 2012:  Saalfelden
- 2013:  Pietermaritzburg
- 2014:  Hafjell
- 2015:  Vallnord
- 2016:  Nové Město na Moravě
- 2017:  Chengdu
- 2018:  Chengdu
- 2019:  Waregem
- 2020:  Leuven
- 2021:  Graz
- 2022:  Barcelona
- 2023:  Palangkaraya
- 2024:  Aalen
- 2025:  Sakarya

## Palmarès

### Männer
| Jahr | Austragungsort       | Gold                  | Silber            | Bronze              |
| ---- | -------------------- | --------------------- | ----------------- | ------------------- |
| 2012 | Saalfelden           | Ralph Näf             | Miha Halzer       | Daniel Federspiel   |
| 2013 | Pietermaritzburg     | Paul Van Der Ploeg    | Daniel Federspiel | Catriel Soto        |
| 2014 | Hafjell              | Fabrice Mels          | Emil Lindgren     | Kévin Miquel        |
| 2015 | Vallnord             | Daniel Federspiel     | Samuel Gaze       | Simon Gegenheimer   |
| 2016 | Nové Město na Moravě | Daniel Federspiel     | Simon Gegenheimer | Fabrice Mels        |
| 2017 | Chengdu              | Titouan Perrin-Ganier | Simon Gegenheimer | Lorenzo Serres      |
| 2018 | Chengdu              | Titouan Perrin-Ganier | Hugo Briatta      | Lorenzo Serres      |
| 2019 | Waregem              | Titouan Perrin-Ganier | Hugo Briatta      | Joel Burman         |
| 2020 | Leuven               | Titouan Perrin-Ganier | Simon Gegenheimer | Anton Olstam        |
| 2021 | Graz                 | Simon Gegenheimer     | Jeroen van Eck    | Anton Olstam        |
| 2022 | Barcelona            | Titouan Perrin-Ganier | Simon Gegenheimer | Ricky Morales       |
| 2023 | Palangkaraya         | Titouan Perrin-Ganier | Lorenzo Serres    | Sondre Rokke        |
| 2024 | Aalen                | Jeroen van Eck        | Jakob Klemenčič   | Simon Gegenheimer   |
| 2025 | Sakarya              | Edvin Lindh           | Theo Hauser       | Matic Kranjec Žagar |

### Frauen
| Jahr | Austragungsort       | Gold               | Silber              | Bronze                |
| ---- | -------------------- | ------------------ | ------------------- | --------------------- |
| 2012 | Saalfelden           | Alexandra Engen    | Jolanda Neff        | Aleksandra Dawidowicz |
| 2013 | Pietermaritzburg     | Alexandra Engen    | Jolanda Neff        | Linda Indergand       |
| 2014 | Hafjell              | Kathrin Stirnemann | Linda Indergand     | Ingrid Bøe Jacobsen   |
| 2015 | Vallnord             | Linda Indergand    | Ingrid Bøe Jacobsen | Kathrin Stirnemann    |
| 2016 | Nové Město na Moravě | Linda Indergand    | Kathrin Stirnemann  | Ramona Forchini       |
| 2017 | Chengdu              | Kathrin Stirnemann | Ella Holmegård      | Perrine Clauzel       |
| 2018 | Chengdu              | Coline Clauzure    | Iryna Popowa        | Marion Fromberger     |
| 2019 | Waregem              | Gaia Tormena       | Isaure Medde        | Coline Clauzure       |
| 2020 | Leuven               | Isaure Medde       | Gaia Tormena        | Fem van Empel         |
| 2021 | Graz                 | Gaia Tormena       | Noémie Garnier      | Iryna Popowa          |
| 2022 | Barcelona            | Gaia Tormena       | Coline Clauzure     | Ella Holmegård        |
| 2023 | Palangkaraya         | Gaia Tormena       | Dara Latifah        | Annemoon van Dienst   |
| 2024 | Aalen                | Gaia Tormena       | Lia Schrievers      | Marion Fromberger     |
| 2025 | Sakarya              | Marija Suchopalowa | Isaure Medde        | Marija Scherstjuk     |